# 중부주 (스리랑카)

중부 주

중부주(싱할라어: මධ්‍යම පළාත, 타밀어: மத்திய மாகாணம்)는 스리랑카 중부에 있는 주로 주도는 캔디이며 면적은 5,674km2, 인구는 2,423,966명(2001년 기준)이다. 3개 구(캔디 구, 마탈레 구, 누와라엘리야 구)를 관할한다.
중부 주는 원래 커피 플랜테이션 농업이 발달한 지역이었지만 풍토병으로 인해 크게 파괴되었다. 그 후 1860년대 영국인들이 이 곳을 복원하면서 대표적인 홍차(실론 티) 생산지가 되었다.

## 같이 보기
- 스리랑카의 주
- 스리랑카의 구
- 스리랑카의 차 생산